# Mycodrosophila aciliata
Mycodrosophila aciliata är en tvåvingeart som beskrevs av Toyohi Okada 1986. Mycodrosophila aciliata ingår i släktet Mycodrosophila och familjen daggflugor.
Artens utbredningsområde är Singapore. Inga underarter finns listade i Catalogue of Life.